# Коанья
Коанья (ісп. Coaña, галісійсько-астурійською Cuaña) — муніципалітет в Іспанії, у складі автономної спільноти Астурія. Населення — 3442 осіб (2009).
Муніципалітет розташований на відстані близько 430 км на північний захід від Мадрида, 75 км на захід від Ов'єдо.
Муніципалітет складається з таких паррокій: Картавіо, Коанья, Фольгерас, Лебредо, Моїас, Трельєс, Вільякондіде.

## Демографія
Динаміка населення (INE ):

## Галерея зображень

Розташування муніципалітету
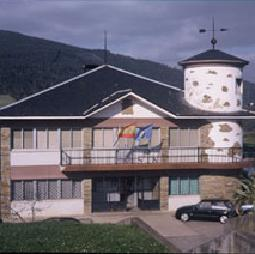
Муніципальна рада